# Phyllodesma priapus
Espèce
L'espèce Phyllodesma priapus est une espèce d'insectes lépidoptères (papillons) appartenant à la famille des Lasiocampidae.
- Répartition : Algérie.
- Envergure du mâle : 15 mm.

## Source
- P.C. Rougeot, P. Viette, Guide des papillons nocturnes d'Europe et d'Afrique du Nord, Delachaux et Niestlé, Lausanne 1978.